# 4293 Masumi
4293 Masumi este un asteroid din centura principală, descoperit pe 1 noiembrie 1989 de Yoshiaki Oshima.